# 粘接促进剂
粘接促进剂 （英語：adhesion promoter）是一类化学物质家族，作为添加劑使用，旨在提高两种基材之间（通常是一种有机聚合物与无机基材）由于化学性质不同而无法粘接的结合力。这些促进剂通过在界面处形成稳定的化学相互作用，例如共价键或氢键，从而有效稳定整个体系。它们广泛应用于印刷油墨、黏合剂、塑料与复合材料、汽車產業和电子工业。

## 化学
粘接促进剂涵盖多种化学家族，可根据应用条件进行选择。其基本原理是：不同的化学性质决定了在不同基材与有机聚合物间的相容性和最终性能。这些添加剂通常具有类似的结构：一个负责与无机基材结合的金属中心（如硅、锆、钛、铝等），以及一个负责有机相互作用的有机功能基团。粘接促进剂可依据其是否具有反应性基团分为反应型与非反应型。此外，当用于改善两种不相容有机聚合物的相容性时，粘接促进剂称为相容剂（compatibilizer）；当用于改善聚合体系与无机填料之间的相容性时，粘接促进剂称为偶联剂（coupling agent）。

### 有机硅烷
硅烷偶联剂的通式为X-R-Si-(OR)3，其中R是脂肪族或芳香性基团，X是反应性有机功能基团，如胺、环氧化合物、异氰酸酯、硫醇和乙烯基等。OR则表示可水解基团，例如甲氧基、乙氧基或乙酰氧基。这类促进剂被广泛用作粘合剂和密封剂的添加剂及底涂剂，以改善粘接性能、加工性能，并作为交联剂使用。通过单体缩聚可以获得低聚物形式的有机硅烷，因其分子量更高、沸点也更高，能够有效降低挥发性有机化合物（VOC）指数，提升标签安全性与物流优势。

### 钛酸盐和锆酸盐
钛酸盐与锆酸盐是一类具有优异粘接促进能力的有机金属化合物，适用于如玻璃、金属、陶瓷等粘接困难的关键基材。它们的通式通常为(RO)n-Me-(-O-X-R'-Y)4-n，其中Me代表金属原子（锆或钛）。与有机硅烷相比，这两者虽结构类似，但反应机制不同：钛和锆基粘接促进剂不需水即可反应，而有机硅烷则需进行水解反应。实际上，这些有机金属通过溶剂解与表面质子发生化学桥联反应。许多填料表面含有质子，例如碳酸盐（CaCO3）、硝酸盐、碳、硼与金属粉末，这些通常对有机硅烷不反应，使钛、锆基促进剂成为更具通用性的解决方案。

### 氯化聚丙烯树脂
氯化聚丙烯树脂（CPO）是一种通过将聚丙烯（PP）与氯进行鹵化反应制得的聚合物。该类聚合物可溶于甲苯及卤代烃，依据最终用途的不同，可分为低氯、中氯和高氯类型。例如，高氯含量CPO被广泛用于阻燃涂料，而低氯含量的树脂则主要用于墨水。自1970年代中期起，汽车工业中金属保险杠开始被热塑性烯烃（TPO）取代，CPO作为粘接促进剂得到广泛应用。这得益于TPO材料具备可回收性、成本低、重量轻以及力学性能更优等优势。CPO通常与其他树脂和色素混合使用，部分也作为流平剂。多项研究尝试建立其粘接机理的模型，但结果表明，粘接效果受多个因素影响，包括面漆的化学性质、CPO类型以及聚丙烯基材的特性。

## 相关
- 有机硅烷（英语：Organosilane）
- 矽氧樹脂
- 热塑性烯烃（英语：Thermoplastic olefin）
- 填料（材料）（英语：Filler (materials)）
- 表面能
- 黏附性